# Никита Мидикийски
Свети Никита Мидикийски (на гръцки: Νικήτας Μηδικίου) или Никита Изповедник (на гръцки: Νικήτας ο ομολογητής), който се почита на 3 април, е монах, който се противопоставя на византийското иконоборство.

## Биография
Никита е роден във Витинска Кесария в благочестиво семейство. Майка му умира осем дни след раждането му, а баща му Филарет става монах. Детето е отгледано от баба си. От младостта си Никита посещавал църква и бил ученик на отшелника Стефан.
На сравнително млада възраст Никита влиза в Мидикийския манастир (μονή Μηδικίου) близо до град Триглия, където игумен бил Никифор. През 790 г., след седем години в манастира, Никита е ръкоположен за презвитер. Когато Никифор се разболява, той поверява на Никита ръководството на манастира, а след смъртта на Никифор Никита е избран от монасите за игумен. Неговото благочестие привлича много други да се присъединят и да го последват в манастира.
Два пъти лежи в затвора за опозиция срещу ереста на иконоборството. Според руските и сръбските източници неговото смело противопоставяне на иконоборците е довело до изгнанието му в началото на IX век, по време на управлението на Лъв V Арменец във Византия. След смъртта на император Лъв, Никита е освободен, но вместо да се върне в Мидикийската обител, се посвещава на аскетичен живот в манастир близо до Константинопол, където умира през 824 г. Тленните му останки са пренесени обратно в Мидикийския манастир.
В неговото житие, написано от константинополския йеромонах свети Йосиф Химнограф, животът на свети Никита е описан като аскетичен, богоугоден и изпълнен с милосърдие. Споменават го като чудотворец, с дарба на изцеление.
Споменавания за св. Никита са открити в стари ръкописи, произхождащи от гръцката православна патриаршия в Йерусалим, и в минеи от православните патриаршии на Сърбия и Русия. Църква, построена през XVIII век на гръцкия остров Левкада, е посветена на него.